# Летающий пролетарий (мультфильм)
«Летающий пролетарий» — первый советский кукольный широкоформатный мультипликационный фильм.
Снят по мотивам произведений Владимира Маяковского. При создании фильма применены бумажные полуобъёмные, «горельефные» куклы. Одна из наиболее экспериментально смелых работ И. Иванова-Вано.

## Сюжет
Взяв из почтового ящика коммунальной квартиры газеты, Владимир Маяковский начинает их просматривать. Газетные полосы пестрят сообщениями о военных приготовлениях человечества. Гнев и боль охватывают поэта при мысли об ужасах возможной будущей войны:
30 

     миллионов

                        взяли на мушку,

в сотнях

              миллионов

                                 стенанье и вой.

Но и этот

                ад

                    покажется погремушкой

рядом

          с грядущей

                            готовящейся войной.

Постепенно отчаяние сменяется уверенностью в окончательной победе разума над дикостью милитаризма. Маяковский разворачивает большой чертёж. Раздвигая рамки кадра, превращает его в широкоформатный и демонстрирует масштабный проект реальности XXX века:
Год какой-то

                     нолями разнулится.

Отгремят

             последние

                              битвы-грома.

В  Москве

               не будет

                             ни переулка,

                                               ни улицы —

одни аэродромы

                            да дома.

## Создатели фильма
| Съёмочная группа                                                                      | Съёмочная группа                                              |
| ------------------------------------------------------------------------------------- | ------------------------------------------------------------- |
| автор сценария                                                                        | Александр Галич                                               |
| режиссёры                                                                             | Иосиф Боярский, Иван Иванов-Вано                              |
| художник-постановщик                                                                  | Вадим Курчевский                                              |
| оператор                                                                              | Теодор Бунимович                                              |
| композитор                                                                            | Револь Бунин                                                  |
| звукооператор                                                                         | Борис Фильчиков                                               |
| мультипликаторы-кукловоды                                                             | Борис Меерович, Павел Петров, Вячеслав Шилобреев              |
| редактор                                                                              | Наталья Абрамова                                              |
| ассистент художника                                                                   | Александр Горбачёв                                            |
| ассистент по монтажу                                                                  | Татьяна Сазонова                                              |
| текст читает                                                                          | Борис Попов                                                   |
| куклы изготовлены                                                                     | Олегом Масаиновым                                             |
| декорации и реквизит выполнены мастерскими Х. П.О. кукольного фильма под руководством | Романа Гурова                                                 |
| директор картины                                                                      | Натан Битман                                                  |
| Музыка к фильму записана                                                              | Московским камерным оркестром под управлением Рудольфа Баршая |

## История создания и художественные особенности фильма
Основой сюжета фильма стали «Пролог» и 2-я часть («Будущий быт») поэмы В. Маяковского «Летающий пролетарий» при использовании некоторых эпизодов его киносценария «Как поживаете?» и нескольких строчек стихотворения «Пролетарий, в зародыше задуши войну». Часть текста была специально написана Александром Галичем в стиле близком творческой манере Маяковского.
- Не надо! Стойте! Опомнитесь,

люди!

Машу я как знаменем этой строкою,

в мире, в котором войны не будет…

верю,

знаю —

будет такое!!

- Мысль человечья — быстрее света!

А поэта мысль и того пуще!

Смотри же фантазию — шутку поэта

про день гражданина в мире грядущем!

- Так когда-то выдумывал в шутку поэт.

И вот любой фантазии краше!

Над краем быстротекущих лет

уже поднялось грядущее наше!

- Грядущее — вот оно!

Видишь! Вот это!

Его уже можно потрогать рукой!

И вновь вместе с нами голос поэта

вздымает, как знамя, строку за строкой!

В одном строю

в миллионы сердец

скажем войне — нет!

И по всей земле

из конца в конец

во имя счастья грядущих лет…
Изобразительный ряд фильма содержит фотокадры и фрагменты кинохроники. Образ Маяковского был создан способом фотоперекладки с использованием фотоизображений артиста Театра им. Моссовета Михаила Погоржельского, загримированного под Владимира Маяковского.
В первом варианте фонограммы мультфильм был озвучен известным чтецом, артистом Театра Советской Армии Вячеславом Сомовым, но по настоянию художественного совета, счёвшего его голос слишком рафинированным, фонограмма была перезаписана с участием артиста Малого театра Бориса Попова.
По существующим в то время правилам (согласно приказу Госкино СССР)
музыка к фильмам записывалась только Оркестром кинематографии, но по просьбе композитора Револя Бунина И. Боярскому удалось добиться того, что музыкальное сопровождение было записано Московским камерным оркестром под управлением Рудольфа Баршая.
Бо́льшая часть фильма представляет собой экранизацию 2-й части поэмы «Летающий пролетарий», рассказывающей о Москве далёкого будущего на примере одного дня из жизни среднестатистического гражданина. Ставя перед собой задачу показать средствами мультипликации масштабность свершений и возможностей разумно устроенного человеческого общества, авторы фильма долго не могли найти соответствующего изобразительного решения. По первоначальному замыслу величие грядущего должны были передать кадры на золотых фонах с использованием живописи Андреа Мантеньи. Выступление на худсовете Сергея Юткевича, который не согласился с таким решением, усомнившись в том, что золото может быть мерилом истинных ценностей совершенного общества (он напомнил высказывание В. Ленина о том, что из золота при коммунизме будут делать унитазы), заставило отказаться от этого варианта. Найти правильное решение авторам фильма помогли увиденные в витринах магазина на улице Горького стенды с проектами будущих застроек Москвы и фраза В. Маяковского из поэмы «Хорошо»: «Я планов наших люблю громадьё…». Белые бумажные (ватман), горельефные (с использованием боковой подсветки) куклы «живут» и действуют в пространстве квартир, домов и улиц, оформленных в виде планов и чертежей.
Следуя творческому замыслу В. Маяковского, без лишнего пафоса,
сохраняя оттенок лёгкой иронии, авторы фильма разворачивают перед зрителем картины будущего, придав им характер грандиозного проекта-цели.
В кинорецензии, опубликованной журналом «Искусство кино» № 10 за 1962 год, фильм был назван одной из лучших работ по мастерству и темпераменту, выпущенных кукольным объединением (на тот период). Среди прочего там говорилось:

…когда персонажи будущего предстают перед нами в виде лёгких, изящных бумажных кукол, то мы охотно принимаем таких героев и радуемся изобретательности и выдумке создателей фильма, сумевших так неожиданно и современно прочесть произведения В. Маяковского.